# So Young (山下久美子の曲)
「So Young」（ソー・ヤング）は、佐野元春が作詞および作曲した曲。最初は山下久美子に提供され、1981年8月25日に発売された3枚目のオリジナル・アルバム『雨の日は家にいて』に収録された。佐野もセルフカバーし、1982年11月21日発売のシングル『スターダスト・キッズ』のB面に収録された。

## 概要
佐野元春は当時、沢田研二のアルバム『G.S.I LOVE YOU』で「彼女はデリケート」「I'M IN BLUE」「THE VANITY FACTORY」の3曲を手がけていたが、沢田は山下久美子が当時所属していた渡辺プロダクションの先輩であった。その縁で、当時山下のディレクターだった福岡智彦と木崎賢治の2人が、麻布台に実在したカフェ「アルファ・キュービック」で、佐野に楽曲提供を依頼した。
レコーディング当日にスタジオに来た佐野は、仮歌なのにもかかわらず本気でシャウトし、狭い録音ブースで飛び跳ねたりしていたという。山下はのちに「『まずは僕が歌ってみるから』って言って歌ってくれたんですけど、全然終わらなくて『いつになったら私は歌えるのかな?』ってこともあった」と語っている。
山下が2000年にリリースしたセルフカバー・ベスト・アルバム『THE HEARTS』において、「So Young featuring 佐野元春」として、佐野とのフィーチャリングが実現している。

## カバー
- 佐野元春（1982年、セルフカバー） - シングル「スターダスト・キッズ」に収録。
- 山下久美子 & 大澤誉志幸（2014年） - アルバム『&Friends II』に収録。